# Weisiopsis anomala
Weisiopsis anomala är en bladmossart som beskrevs av Brotherus och Jean Édouard Gabriel Narcisse Paris 1921. Weisiopsis anomala ingår i släktet Weisiopsis och familjen Pottiaceae. Inga underarter finns listade i Catalogue of Life.